# 東芝クレーマー事件
東芝クレーマー事件（とうしばクレーマーじけん）とは、1999年（平成11年）に起きた、東芝の顧客クレーム処理を端緒とする事件である。「東芝ユーザーサポート事件（問題）」と称されることもある。
マスメディアや報道機関を介さずとも、一般人がインターネットを使って世論を喚起できることを示した。一方の企業側にとっては、クレーマーが世界に向けて言論を発信できるという、インターネット時代における企業のクレーム対応における危機管理の大きな教訓となった事件である。この事件により「クレーマー」という言葉が広まった。

## 表面化までのあらまし
1998年（平成10年）12月、福岡市内の家電量販店・ベスト電器で、東芝製のビデオテープレコーダを購入したハンドルネーム「Akky」（以降「ユーザー」と表記）が、購入直後に製品の点検・修理の依頼をしたところ、勝手に改造された上、交渉相手が購入した販売店から東芝系列の会社である西芝電機所属のサービスマン、そして東芝本社へと変わってたらい回しをされた挙句、東芝の「渉外管理室」担当者が暴言を吐くといった対応を行ったとして、その経緯や電話応答を秘密録音した音声を「東芝のアフターサービスについて（修理を依頼し、東芝本社社員から暴言を浴びるまで）」と題し、ユーザー自身のウェブサイトにてリアルオーディオ形式の配信で公開した。
録音されて公開されたテープの中で、ユーザー側が2点目の要求をする時に「あなたも含めてですが、○○さんとかのお言葉遣いが悪過ぎたので、無礼を詫びて下さい」とあることから、ユーザーに対して暴言を吐いたのは「渉外管理室」担当者だけではないことが分かる。音声が公開されるまでに複数の担当者がユーザーに不適切な対応をし、ユーザーの感情を害していった。
1999年（平成11年）当時、まだブロードバンドインターネット接続は試験サービスしか提供されておらず、ダイヤルアップ接続等の従量制しかないインターネット接続が多数派だったため、この事件は当初は一部のインターネット利用者のみに認知されていた。東芝側はユーザーが対話に応じないため裁判による司法判断に委ねるとして、ウェブページの一部差止めを求める仮処分を申請した。
しかしこれを受けて、マスメディアが本件を取り上げ、事件が一般社会にも周知されたため、東芝に対する「消費者への恫喝」「言論弾圧」といった批判が強まり不買運動にまで発展した。一方で、解決の見えない要求を続ける同顧客に対する非難も多く寄せられたが、最初はユーザーに好意的な報道を行ったマスメディアがほとんどで、顧客に批判的な報道を行ったのは文藝春秋『週刊文春』のみであった。ウェブサイトのアクセス数は急増し、1999年（平成11年）秋に閉鎖されるまでには1000万アクセスを超えた。
特に、1999年（平成11年）2月28日にユーザーと東芝側の会話の中で出た、東芝側担当者の発言は頻繁に取り上げられ、「クレーマー」という言葉を広めるきっかけにもなった。
当初は『週刊文春』も好意的な報道をしていた。東芝の当時の副社長とユーザーがマスコミ同席の下で対談することにより事件が収束した直後、『週刊文春』1999年8月26日号に掲載された「東芝に謝罪させた男は名うての「苦情屋」（クレーマー）だった!」と題する記事が一連の報道の締めくくりとなり、その後の続報はほとんどなくなった。
『週刊文春』は当該記事中で、このユーザーがこれまでも他の製品で販売店に様々なクレームを付けており、総額253万円の返金を行わせたと報道したが、問題のユーザーは明確にこれを否定している。記事中で「返品の対象とされた販売店」も事件当時から記事の内容を否定しており、事件から9年目となる2008年（平成20年）初頭に『週刊ダイヤモンド』（ダイヤモンド社）がクレームに関する特集記事を組んだ際にも、記者からの販売店に対する問い合わせに対して「過去からお買い上げいただいているよいお客様で、返品・交換を繰り返していたという報告は受けていない」と回答しており、当時の『週刊文春』の記事の内容と異なるものとなっている。
ユーザーは、2000年（平成12年）に『週刊文春』を名誉毀損で福岡地方検察庁に刑事告訴したが、その2年半後に東京地方検察庁が不起訴の判断を下している。

## 不具合の状態と双方の考え
この件で問題になったビデオデッキの不具合は、ユーザーと東芝の主張を総合すると「ユーザーが購入した機種のS-VHS簡易再生機能を有する東芝ビデオデッキ」で、「他社製のビデオデッキで録画したユーザー所有のS-VHSテープ（FM周波数がS-VHSの規格外）」を再生すると、「画面全体に白い横引きノイズが発生し続ける」というものであった。
これに対して、ユーザーは「製品の初期不良かどうかを確認する」ことを求め、東芝側は「ノイズの発生原因はユーザー所有のテープであり、ビデオデッキ本体に何ら問題はない」、つまり「仕様どおりの製品であり、初期不良ではない」と考えた。
東芝側は改修を加えたが、この改修に際して、ユーザー側の了解を得ていなかったため泥沼化した。

### ユーザー側の視点から
ユーザーは「S-VHSで録画したビデオテープを再生すると、画面全体に白い横引きノイズが発生し続ける。製品の初期不良なら販売店で新品と交換してもらう。原因を調べて欲しい」という要求を行った。これに対して東芝側がユーザーの了解なしに改修を加えたことが問題の発端である。
当初、ユーザー側は東芝のサービス子会社に修理依頼をかけたが、サービス子会社からの「製品交換が必要になった場合のために販売店経由で修理依頼をかけ直してほしい」という指示に従い、購入した販売店経由で東芝のサービス部門に修理依頼をし直した。そして、ユーザーの自宅を訪れた東芝のサービスマンによって、白いノイズが連続的に発生していることと、サービスマンが持参した東芝製の旧型VHSビデオデッキ（S-VHS簡易再生機能付）では当該ビデオテープを再生してもノイズが出ないことを確認していた。のちにこの無断改修について、東芝の関係者はある雑誌の取材に対し「10万円相当のカスタマイズを加えた」など、過剰に手厚いと思われる対応をしたとほのめかしたが、実際にはユーザー側がホームページ上で公開した改修個所の画像で、数百円の部品をはんだ付けで追加しただけであること、その修理状況も雑なものであったことを明らかにした。
さらに東芝側は、当該のユーザー自身には「画質をソフトにする改修を行った」とか「旧型機種と同等の回路に変更した」など、修理内容について明確に説明していなかった。東芝のサービスマンが最初に訪問修理に訪れた時、比較用に持って来ていた旧型機ではノイズが発生しなかったのも事実である。「原因を知らせてもらえないまま無断で改修された」というクレームを行った同ユーザーに対して、東芝側が顧客に対する内容とは思えない不適切な発言をするなど、いささか常識の範疇を逸脱した様子がマスメディアによって報じられた。なお東芝側はこの問題に関して、同社製品の売上減少という事態を重く見て、担当者が不適切な発言を行った事に対する公式謝罪を副社長自らが行っている。
問題の「暴言」は法務部渉外監理室と呼ばれる部署で発せられた。この渉外監理室は東芝が1997年に総会屋への利益供与で摘発されたことを教訓とし、総会屋対策として設置されたものである。部署の性格上、警察・検察OBが多く在籍しており、暴言を発したのもそういう人物といわれている。東芝のビデオ事業は当時、シンガポールにあった子会社、東芝ビデオプロダクツの日本法人、東芝ビデオプロダクツジャパン株式会社（東芝から見れば孫会社。現在は東芝ビデオプロダクツ共に清算済み）が行っていた。同社は東芝本社ビル内に本社があったため、同社にかかってきた電話を東芝本社の渉外監理室に回すのは容易だった。同ユーザーは最初同社にかけたところ、渉外監理室に回され、そこでいきなり相手（暴言の主とは別人。電話を回された際に「渉外監理室の××と申します」と名乗っている）から怒鳴られ、「あなたでは話にならないから他の人と代わってください」と申し出たことで暴言の主に代わる際に録音を始めたのである。

### 企業側の視点から
同ユーザーは、2万円程度のS-VHS簡易再生機能を有するビデオデッキを家電量販店で購入し、他社製のビデオデッキで録画したS-VHSテープでノイズが発生することに対して問い合わせを行った。しかし調査の結果、ノイズの発生原因はFM周波数がS-VHSの規格に適合しないユーザー所有のテープであり、ビデオデッキ本体に何ら問題はなかったと判断した。
それでもなお特例としてノイズを抑える改修を施すべくノイズ原因を探っていると、同ユーザーは突如「正常に使えるような状態にしてほしい」という書面とともに東芝本社社長宛にビデオデッキ2台を送りつけた。東芝は困惑しつつも送られてきたビデオデッキに対する改修を終え、画質をチェックしたうえで返送し技術的説明を行った。しかしユーザーは返送されたビデオデッキを開封しないまま、今度は東芝ビデオプロダクツジャパン社長に送りつけた。なお、ユーザーはインターネットフォーラムにて、約2ヶ月後の3月6日に「今日になって改修後、初めて使ってみた」と投稿している。
通常の顧客対応では困難と判断した東芝は渉外監理室に対応を引き継いだが、その中である担当者の対応が問題の発言へと繋がった。後の7月下旬に東芝は不適切な発言があったことは認め、その理由としてたまたま昼休み時間中で担当者が2名しかいなかったと説明し、副社長がホテルで直接会った上で謝罪している。
この謝罪までに、ユーザーは6月上旬から問題発言の録音を特に注視させるウェブサイトを作成し、東芝に対する批判を強めていた。ウェブサイトはビデオデッキが欠陥機種であるかのごとく誹謗中傷するもので、またユーザー以外の顧客対応についても、あたかも全社的に不適切な顧客対応を行っているかのように非難するなどの一方的な内容であった。
東芝側は、当初は顧客と自社の問題であるとして、対外的には自社ウェブサイトを含め情報を一切出さずに、ユーザーに対して辛抱強く面会を申し入れたが、ユーザーは1か月以上面会を拒み続け、しかもウェブサイト上での中傷を加え続ける一方であったため、やむなくウェブサイトの一部差止めを求める仮処分を申請した。
しかし事件は逆に仮処分で炎上してしまう。東芝が法的措置を執ったことで、それまでは記事として取り上げなかった新聞や雑誌など旧来からのマスメディアでも事件が取り上げられた結果、当時はまだインターネットを利用していなかった層にも一気に事件が周知されることになり、世論に企業が屈する形になり申請は取り下げられた。

## 事件の影響
企業にとっては新しい時代に対するクレーム対応の教訓となり、他の業種にも強い影響を与えた。「コンプライアンス違反である」「無理な改修は行わず、商品と同額返金などの常識的な対応を徹底する」など、社内での顧客情報の共有が進んだ。
当事者である東芝はサポート体制を充実させ、問題が発展する前に適切に処理する体勢を発展させた。正当な要求には素早く応え、不当な要求にはきちんとした対応を行うようになったという。これにより後年、東芝のサポートは顧客満足度調査において上位にランキングされるに至った。
インターネットのコミュニティにおいては、当時の大手匿名掲示板だった「あめぞう」が不調だったことから、開設して間がなかった匿名掲示板の「2ちゃんねる」が、この事件を扱う特設掲示板を設けてアクセス数を伸ばし、その後の2ちゃんねる躍進の足がかりとなった。

## 類似事件
東芝クレーマー事件の後、同年に始まった長崎県の医師による東芝内視鏡告発事件では、東芝側がユーザー側に内視鏡の不具合による債務不存在を求める民事訴訟を起こし、ユーザーが敗訴する結果となっている。
しかしながら、この東芝製内視鏡が「本来曇ってはならない状況下で曇って検査部位の視野を失う」という事実は複数の医師によって確認されており、東芝を告発した医師を支援する団体が複数の医師らによって組織され、声明文が公表された。この事件は医師という専門家や弁護士など多くの関係者によって声明が出されても、インターネット上で炎上することはなかった。

## 関係者のその後
この事件の一方の当事者であるユーザー「Akky」は、2008年の『週刊ダイヤモンド』でインタビュー取材を受け、母親や母親の会社がインターネット上で中傷を受けたことや、東芝のDVDレコーダーや携帯電話を購入して、東芝のアフターサービスに満足していることを語った。また当時の東芝社長であった西室泰三は2005年6月に東京証券取引所取締役会長に就任した。
2009年、この事件の当事者であったユーザーが、福岡大学病院の医療相談室から業務用のノートパソコンを盗み出した容疑で、福岡県警早良警察署に逮捕されたと報じられた。以前から同病院に対して、母親の治療に関する苦情を繰り返し訴えていたと報じられている。ノートパソコンには患者氏名など約9000名の個人情報が入っていたが、東芝製であるかは不明。この事件の家宅捜索により取引先の会社からデジタルカメラを盗んだ容疑でも再逮捕され、窃盗罪で起訴された。

## 関連書籍
- 前屋毅『全証言 東芝クレーマー事件』小学館、1999年。ISBN 4094161937。